# 秦恩復
秦恩復（1760年—1843年），字近光，號敦夫，江蘇江都人。清朝政治人物、文学家，进士出身。
秦黌之子。生於清高宗乾隆二十五年（1760年），乾隆五十二年（1787年）丁未科进士，改翰林院庶吉士，散館授編修。讀書好古，所居名「玉笥仙館」，藏書室名「石研齋」。阮元聘為主诂经精舍，不談學問，罕為人知。卒於宣宗道光二十三年（1843年）。著有《享帚词》三卷。